# Aurora (Nevada)
Aurora é uma cidade fantasma. localizada no condado de Mineral, na parte centro-oeste do estado do Nevada, Estados Unidos. Fica situada a aproximadamente 35 quilómetros de Hawthorne e a cinco quilómetros da linha de fronteira entre o Nevada e a Califórnia.
Na atualidade quase nada existe do que a cidade foi noutros tempos, tendo sofrido enorme destruição por vandalismo ao longo dos anos. Após a Segunda Guerra Mundial muitos dos edifícios foram derrubados por causa dos tijolos das casas que tinham sido abandonadas.

## História

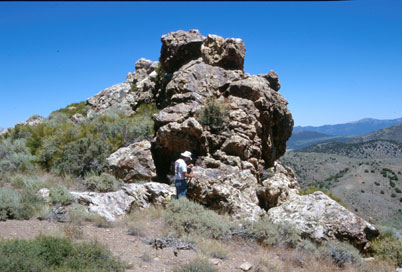
O veio Esmeralda, a sua descoberta levou à criação do futuro Distrito Mineiro de Aurora

J.M Corey, James N Braley e R. Hicks fundaram a cidade em 1860. Por causa das minas, a cidade cresceu demograficamente, chegando a atingir os 10.000 habitantes.As minas de Aurora produziam  ouro no valor de 27 milhões de dólares em  1869. A cidade era governada pelos estados da Califórnia e Nevada até ser inteiramente integrada no estado do Nevada. Aurora chegou a ser a sede de dois condados: o condado de Mono , estado da Califórnia e do  condado de Esmeralda, estado do Nevada.

## Crescimento de Aurora
Passado pouco tempo após a sua fundação, uma pequeno grupo de mineiros rapidamente partiu para a área, depois de terem ouvido falar dos depósitos mineiros na área. Casas toscas e negócios foram criados utilizando lama e outros materiais que podiam ser encontrados na área ou facilmente transportados para Aurora. Em abril de 1861, a população da cidade aumentou para 1400 habitantes e os lotes da cidade eram vendidos por $1,500. Em 1862, a cidade já tinha um jornal chamado "The Esmeralda Star". Dois anos mais tarde em 1864, a população já era de 6000 habitantes. O pico da população foi de 10.000 habitantes. Antes de 1860 e da descoberta das minas, viviam menos de 100 pessoas na área de Aurora. O maior número de habitantes foi alcançado na primavera de 1863 depois do veio "Wide West ter fornecido muitos postos de trabalho. As minas de Aurora eram tão ricas que o boom da cidade atraiu mineiros de todo o oeste dos Estados Unidos. Viajar na primavera era mais fácil que no inverno ou nos meses de verão. Na primavera de 1863, Aurora possuía 760 casas, 20 lojas e 22 saloons. Como na maioria das cidades mineiras, a população incluía um pequeno número de mulheres e crianças, comparada com a grande maioria de população masculina que trabalhavam quase todos nas minas ou nos negócios que existiam por causa delas.
Viajar para Aurora era difícil mas o  Mono Trail e a estrada de  Sonora Pass eram importantes ligações para Aurora.  Depois de ter sido construída, a estrada Esmeralda Toll ligava Aurora a  San Francisco através do vale do Carson  Isto permitia que Aurora recebesse alimentos diretamente de San Francisco, o que contribuía para o seu crescimento demográfico.  Como Aurora crescia em tamanho, a agricultura cresceu tal como pessoas trabalhando no campo, pastorícia, produtos lácteos, cereais e vegetais.

## Vida em Aurora
Os habitantes de Aurora compreenderam  rapidamente que o clima era áspero e o tempo totalmente imprevisível, tornando a vida difícil para os seus residentes. A maioria da população era masculina e os saloons eram numerosos. As casas de apostas e bordéis
eram igualmente comuns e forneciam o entretenimento noturno para os habitantes da cidade. Havia numerosos bordéis chineses e mais metade das mulheres da cidade eram prostitutas. Outras atividades de recreio para os homens eram a caça e pesca, lutas de cães ou lutas entre cães e texugos, que era outra oportunidade para fazer apostas. O esqui era outra grande atividade de recreio na cidade, graças as montanhas existentes à volta da cidade. Essa foi provavelmente a mais popular atividade de recreio entre os residentes de Aurora.
A violência era o principal problema da cidade. A maioria dos homens trazia consigo pistolas e facas durante a vida diária e os conflitos armados não eram raros. Estes conflitos muitas vezes terminavam em mortes. Existem numerosos exemplos de desentendimentos que conduziam à violência armada. A vida familiar quase não existia devido ao número reduzido de mulheres e crianças na cidade. Isto permitia que os homens da cidade frequentassem os saloons,  bordéis e casas de apostas que havia na cidade.

## Queda e abandono de Aurora
Aurora teve dificuldades em manter a sua prosperidade, devido à natureza das minas. A maioria das minas da cidade estavam a menos de 100 metros de profundidade o que não fornecia profundidade suficiente para durar muito tempo. O ouro e a prata tinham sido completamente extraídos por volta de 1870. Muitas pessoas abandonaram a área, mas deixaram os edifícios, lojas e casas intactos. Eventualmente, estes edifícios foram despojados dos seus tijolos para serem utilizados em lareiras na Califórnia e outras necessidades de construção.Por causa do seu isolamento - Aurora estava a muitos quilómetros de qualquer cidade grande e rodeada por terreno montanhoso acidentado - o fornecimento de alimentos  outros bens essenciais tornou-se difícil.  Alimentos, combustível, madeira, máquinas, ferramentas, equipamento e roupas eram escassos. Eles tinham que ser enviadas através de  estradas difíceis e diligências. Viajar nos meses de inverno também era muito difícil. A cidade era dominada por um clima severo com o clima violento e imprevisível e tornava difícil que a cidade pudesse sobreviver sem apoio externo.
Em 1864, 7 dos 17 engenhos mineiros da cidade tiveram que encerrar e as restantes estavam produzindo menos. No ano seguinte, a produção continuou diminuindo e mais engenhos encerraram. Em 1870, metade das casas da cidade estavam desertas  e a maioria dos engenhos e edifícios tinham sido desmanteladas.Houve algumas tentativas de fazer reviver a cidade, mas não tiveram sucesso, a última tentativa fracassada foi em 1918.

## Na atualidade
Na atualidade existem poucos vestígios na cidade . Na cidade permanecem as ruas e as fundações de alguns edifícios. A maioria dos edifícios foram desmantelados, os seus materiais, em especial os tijolos foram pilhados e levados para casas da Califórnia.

## Residentes notáveis
Mark Twain viveu por breve tempo em Aurora.